# Leto ljubavi
Leto ljubavi (engl. Summer of Love) je društveni fenomen koji se zbio tokom leta 1967. godine kada se oko 100.000 mladih okupilo u Hejt-Ešburiju, gradskoj četvrti San Franciska, stvarajući atmosferu kulturne i političke pobune. Iako su se hipici istovremeno okupili i u Njujorku, Los Anđelesu, Filadelfiji, Sijetlu, Portlandu, Vašingtonu, Čikagu, Montrealu, Torontu, Vankuveru i širom Evrope, San Francisko je bio epicentar hipi revolucije u vidu mješavine muzike, psihoaktivnih droga, seksualnih sloboda, kreativnog izražavanja i politike.
Leto ljubavi je postalo ključni momenat 1960-ih, kada je hipi kontrakultura izašla u javnost. Besplatna hrana i besplatni lekovi su bili dostupni u Golden Gejt parku, Besplatna klinika (koja postoji do danas) je osnovana za lečenje, a Besplatna radnja je poklanjala osnovne potrepštine svakome kome je potrebno. Ovo nezapamćeno okupljanje mladih je postalo svojevrsni društveni eksperiment, kada je alternativni način života postao zajednički mnogima, tokom te i naredne godine. Njihov način života je podrazumevao zajedničko stanovanje, besplatno i zajedničko deljenje resursa i slobodnu ljubav.
Nasuprot letu ljubavi, leta 1967. zabeležena su i neka od najgorih gradskih nasilja u istoriji SAD, uzrokovanih rasnim neredima koji su izbili u gradovima poput Njuarka i Detroita. Ova strana američkog leta 1967. se često naziva "Dugo toplo leto" (engl. The Long, Hot Summer).

## Pozadina
Uvod u leto ljubavi bio je Human be-in u Golden Gejt parku 14. januara 1967, organizovan od strane umetnika Majkla Bouena kao "okupljanje plemena". Okupljanje oko 30.000 istomišljenika za Human be-in je predstavljalo prvu potvrdu da postoji održiva hipi scena.
Sve veći broj mladih hodočasnika u Hejt-Ešburi uzbunio je vlasti San Franciska, čiji je javni stav bio da će držati hipike podalje. Vlada San Franciska, rešena da zaustavi priliv mladih ljudi po početku ljetnjeg raspusta, nenameravano je donela dodatnu pažnju sceni, nizom članaka u lokalnim novinama kojim su upozoravani nacionalni mediji o sve većem broju hipika. Izveštavanje mejnstrim medija o hipi života u Hejt-Ešburiju privuklo je pažnju mladih iz svih krajeva Amerike.
Do proleća, Hejt zajednica odgovorila formiranjem Saveta Leto ljubavi. Termin "Leto ljubavi" je već kružio od usta do ustra, ali je ozvaničen tek sa osnivanjem Saveta za leto ljubavi u proleće 1967, radi zbližavanja mladih Hejt Ešburi okruga. Oni su tražili način da ublaže neke od predviđenih problema usled očekivanog priliva ljudi na leto. Savet je podržao Besplatnu Kliniku i organizovao smeštaj, hranu, sanitarije, muziku i umetnost, kao i koordinaciju sa lokalnim crkvama i drugim društvenim grupama.

## Monterej pop festival
Medijska fascinacija "kontrakulturom" je nastavljena i uoči Monterej pop festivala. Pesma "San Francisco (Be Sure to Wear Flowers in Your Hair)" koju je napisao Džon Filips iz The Mamas & the Papas, a pevao je Skot Mekenzi, prvobitno je napravljena radi promocije muzičkog festivala: 
| „ | If you're going to San Francisco (Ako idete za San Francisko), be sure to wear some flowers in your hair (Budite sigurni da nosite cveće u kosi)... If you're going to San Francisco (Ako idete za San Francisko), You're gonna meet some gentle people there (Tamo ćete sresti neke nežne ljude). | ” |

Singl "San Francisko" je postao trenutni hit (# 4 u SAD, # 1 u Velikoj Britaniji) i brzo prevazišao svoju prvobitnu namenu popularizacije idealizovane slike San Franciska. Osim toga, medijsko izveštavanje o Monterej pop festivalu omogućilo je Leto ljubavi, jer je veliki broj novopečenih hipika krenuo do San Franciska da čuje svoje omiljene bendove, poput Grateful Dead, Jefferson Airplane, Quicksilver Messenger Service, The Jimi Hendrix Experience, Otis Redding, The Byrds, i Big Brother and the Holding Company sa Janis Joplin. U junu 1967 se oko 30.000 ljudi okupilo prvog dana Monterej pop festivala, da bi brojka premašila 60.000 poslednjeg dana.

## Završetak
Naselje Hejt-Ešburi nije moglo da primi ovako brz priliv ljudi, pa se situacija u susedstvu naglo pogoršala. Prenatrpanost, beskućništvo, glad, droga i kriminal su zadesili komšiluk. U jesen su mnogi otišli da nastave svoje studije. Dana 6. oktobra 1967, oni preostali u Hejt Ešburiju izveli su ceremoniju sahrane, "Smrt hipija" , koja signalizira kraj iscrpljene scene.